# Bayerische Landeszentrale für politische Bildungsarbeit
Die Bayerische Landeszentrale für politische Bildungsarbeit ist die zentrale staatliche Einrichtung für die politische Bildung in Bayern. Direktor der Bayerischen Landeszentrale ist seit Anfang 2019 Rupert Grübl.

## Aufgabe
„Die Landeszentrale für politische Bildungsarbeit hat die Aufgabe, auf überparteilicher Grundlage das Gedankengut der freiheitlich-demokratischen Staatsordnung im Bewusstsein der Bevölkerung zu fördern und zu festigen.“

## Geschichte
Die Bayerische Landeszentrale für politische Bildungsarbeit wurde im Jahr 1955 als „Bayerische Zentrale für Heimatdienst“ gegründet. Als erste Aufgaben formulierte der damalige Ministerpräsident Wilhelm Hoegner die Herausgabe einer Staatsbürgerfibel und eines Buches über Bayern. Neben eigenen Projekten förderte sie von Beginn an auch die Tätigkeit anderer politischer Bildungsträger. 1957 erhielt die Landeszentrale einen parlamentarischen Beirat, der die Überparteilichkeit ihrer Arbeit gewährleisten sollte. Dieser wurde bei der Neuorganisation 2019 von einem Verwaltungsbeirat mit erweitertem Aufgabenbereich abgelöst. 1964 erfolgte schließlich die Umbenennung in Bayerische Landeszentrale für politische Bildungsarbeit und seit 1995 gehört sie organisatorisch dem Bayerischen Staatsministerium für Unterricht und Kultus an. Sie ist unmittelbar Institution der staatlichen politischen Bildungsarbeit im Auftrag der Bayerischen Staatsregierung, somit keine Stiftung bzw. Einrichtung der Bürgergesellschaft. Vor diesem Hintergrund ist sie innerhalb der staatlichen Verwaltung, unbeschadet ihrer parteipolitischen Neutralität, auch Beratungs- und Ausführungsorgan.
2008 prüfte der Bayerische Oberste Rechnungshof (ORH) die Landeszentrale und deckte dabei erhebliche Verstöße gegen die Gebote von Wirtschaftlichkeit und ordnungsgemäßer Buchführung auf. Der dadurch entstandene Schaden wird auf rund 350.000 EUR beziffert. Durch umgehende Umsetzung der ORH-Kritik seitens des Kultusministeriums konnten die Pflichtverletzungen zunächst aus dem ORH-Bericht an den Landtag herausgehalten werden. Gegen den Leiter der Landeszentrale Peter März wurde zwar ein Disziplinarverfahren eingeleitet, der Landtag wurde jedoch erst im Juni 2011 seitens der Landeszentrale in einer verkürzten Darstellung des Prüfungsergebnisses informiert. Auch das Kultusministerium versuchte zunächst, den ORH-Bericht unter Verschluss zu halten, und gab ihn erst frei, nachdem die SPD eine Verfassungsklage angekündigt hatte. Die Opposition forderte neben personellen Konsequenzen auch eine Überprüfung der Vergabepraxis, mehr Anbindung an das Parlament und eine inhaltliche Neuausrichtung. Der ORH kritisierte auch die Vergabe von Zuschüssen in Höhe von jährlich 35.100 EUR an die von Markus Sackmann (CSU) geführte Bayerische Arbeitsgemeinschaft Demokratischer Kreise und an den rechtskonservativen Veldensteiner Kreis.
Nach der Affäre um unsachgemäße Mittelverwendung wurde März ins Ministerium versetzt, Kultusminister Ludwig Spaenle bestellte 2013 im Konsens mit dem Parlamentarischen Beirat der Zentrale Harald Parigger als Nachfolger. Harald Parigger leitete die Landeszentrale von 2013 bis 2018. Seit dem 1. Januar 2019 ist Rupert Grübl Direktor der Bayerischen Landeszentrale für politische Bildungsarbeit.
Mit dem Gesetz über die Bayerische Landeszentrale für politische Bildungsarbeit vom 9. Oktober 2018 wurde sie zu einer teilrechtsfähigen Anstalt des öffentlichen Rechts im Geschäftsbereich des Staatsministeriums für Unterricht und Kultus.
Als unmittelbare Institution der staatlichen politischen Bildungsarbeit im Auftrag der Bayerischen Staatsregierung bildet sie somit keine Stiftung bzw. Einrichtung der Bürgergesellschaft. Vor diesem Hintergrund ist sie innerhalb der staatlichen Verwaltung, unbeschadet ihrer parteipolitischen Neutralität, auch als Beratungs- und Ausführungsorgan tätig.

## Organisation
Die Landeszentrale ist eine teilrechtsfähige Anstalt des öffentlichen Rechts im Geschäftsbereich des Staatsministeriums für Unterricht und Kultus. Die Landeszentrale ist wie die anderen Landeszentralen für politische Bildung selbstständig und nicht der Bundeszentrale für politische Bildung (bpb) organisatorisch nachgeordnet. Die Landeszentrale wird in ihrer Arbeit von einem Verwaltungsrat beraten, der sie in ihren Aufgaben fördern und ihre Überparteilichkeit sichern soll. Den Vorsitz hat der Staatsminister für Unterricht und Kultus. Daneben besteht der Verwaltungsrat aus acht Vertretern des Landtags, einem Vertreter der Staatskanzlei sowie je einem Vertreter der Staatsministerien des Innern und für Integration, für Wissenschaft und Kunst, der Finanzen, für Landesentwicklung und Heimat sowie für Familie, Arbeit und Soziales.
Formal ist die Landeszentrale in zwei Abteilungen und eine Verwaltungsleitung gegliedert:
Abteilung I
Referat I.1: Publikationen – Zeitgeschichte
Referat I.2: Lernorte – Europa und Internationale Politik
Referat I.3: Bayern und seine Regionen – Natur und Umweltschutz
Abteilung II
Referat II.1: Vermittlung & Kommunikation
Referat II.2: Demokratiestärkung & Wertebildung
Referat II.3: Digitalisierung & Politische Bildung